# 히우촌 (나가사키현)
히우촌(日宇村)은 나가사키현 히가시소노기군에 있던 촌이다. 현재의 사세보시에 해당한다.

## 역사
- 1889년 4월 1일 - 정촌제 시행에 의해 히가시소노기군 히우촌이 성립하였다.
- 1910년 - 일본국유철도 사세보선 히우역이 개업하였다.
- 1927년 4월 1일 - 사세촌과 함께 사세보시에 편입해 히우촌은 소멸하였다.

## 교통

### 철도
- 일본국유철도
  - 사세보선

## 참고문헌
- 角川日本地名大辞典 42 長崎県
- 『市村併合ニ関スル件』昭和2年3月15日長崎県告示第110号・111号（佐世保市例規集）
- 『市内土地ノ字名改称ノ件』昭和2年4月1日長崎県2地許可第971号（佐世保市例規集）